# Eduard Slessarevski
Eduard „Ed“ Slessarevski (* 16. März 1999 in Narva) ist ein estnischer Eishockeyspieler, der seit 2022 bei den Porvoo Hunters in der Suomi-sarja unter Vertrag steht.

## Karriere

### Club
Eduard Slessarevski begann seine Karriere als Eishockeyspieler in seiner Heimatstadt beim Narva PSK. Dort spielte er zunächst im Nachwuchsbereich im U20-Team und zeitweise auch parallel für Tornaado in der U16-Liga. Ab 2015 spielte er in der Herren-Mannschaft in der Meistriliiga und wurde 2016 mit dem Klub Estnischer Meister. Nach diesem Erfolg wechselte er nach Finnland. Bis 2019 spielte er für den Järvenpään Haukat, wo er zunächst im U18-Team spielte und 2018 die U18-Mestis gewann. Danach wurde er auch in der Herren-Mannschaft in der Suomi-sarja eingesetzt. 2019 wechselte er zu Jokerit. Nachdem er dort in der U20-Liiga und bei HAKI in der viertklassigen II-divisioona jeweils ein Jahr gespielt hatte, kehrte er 2021 nach Järvenpää in die Suomi-sarja zurück. Ein Jahr später wechselte er zum Ligakonkurrenten Porvoo Hunters.

### International
Für Estland nahm Slessarevski im Juniorenbereich an der Division II der U18-Weltmeisterschaften 2015, 2016 und Eishockey-Weltmeisterschaft der U18-Junioren 2017, als er zum besten Spieler seiner Mannschaft gewählt wurde, sowie den U20-Weltmeisterschaften 2016, 2017, 2018 und 2019, als er als erneut bester Spieler seiner Mannschaft maßgeblich zum Aufstieg seiner Mannschaft in die Division I beitrug, teil. 
Für die Herren-Nationalmannschaft spielte er bei den Weltmeisterschaften der Division I 2018, 2019, 2022 und 2023. Zudem stand er bei der Olympiaqualifikation für die Winterspiele in Peking 2022 sowie beim Baltic Cup 2017 und beim Baltic Challenge Cup 2018 auf dem Eis.

## Erfolge und Auszeichnungen
- 2016 Aufstieg in die Division II, Gruppe A, bei der U18-Weltmeisterschaft der Division II, Gruppe B
- 2016 Estnischer Meister mit dem Narva PSK
- 2018 Gewinn der U18-Mestis mit Järvenpään Haukat
- 2019 Aufstieg in die Division I, Gruppe B, bei der U20-Weltmeisterschaft der Division II, Gruppe A